# Fablok Ls60
Ls60 – lokomotywa manewrowa będąca rozwinięciem lokomotywy Ls40. Z Ls40 zostało zaczerpnięte podwozie oraz silnik (z wersji zmodernizowanej), natomiast kabina maszynisty z lokomotywy SM03. Lokomotywy te były przeznaczone głównie do obsługi bocznic lub przetaczania składów, gdyż niska prędkość maksymalna (około 11,5 km/h) uniemożliwiała prowadzenie pociągów. Do dziś jest eksploatowanych jeszcze kilka egzemplarzy.